# Zadębie Stare
Zadębie Stare (d. Zadębie) – dawna wieś, od 1959 część miasta Lublina, leżąca w jego wschodniej części. Rozpościera się w rejonie ulicy Hajdowskiej, i wchodzi w skład lubelskiej dzielnicy Hajdów-Zadębie. 

## Historia
Dawniej samodzielna miejscowość. Od 1867 w gminie Wólka w powiecie lubelskim. W okresie międzywojennym miejscowość należała do woj. lubelskim. 1 września 1933 utworzono gromadę Zadębie w granicach gminy Wólka.
Po II wojnie światowej wojnie należało do  gminy Wólka i powiatu lubelskiego w woj. lubelskim.
W związku z reorganizacją administracji wiejskiej jesienią 1954, miejscowość weszła w skład nowo utworzonej gromady Zadębie.
1 stycznia 1959 gromadę Zadębie zniesiono, a jej obszar włączono do Lublina.